# Cockpit

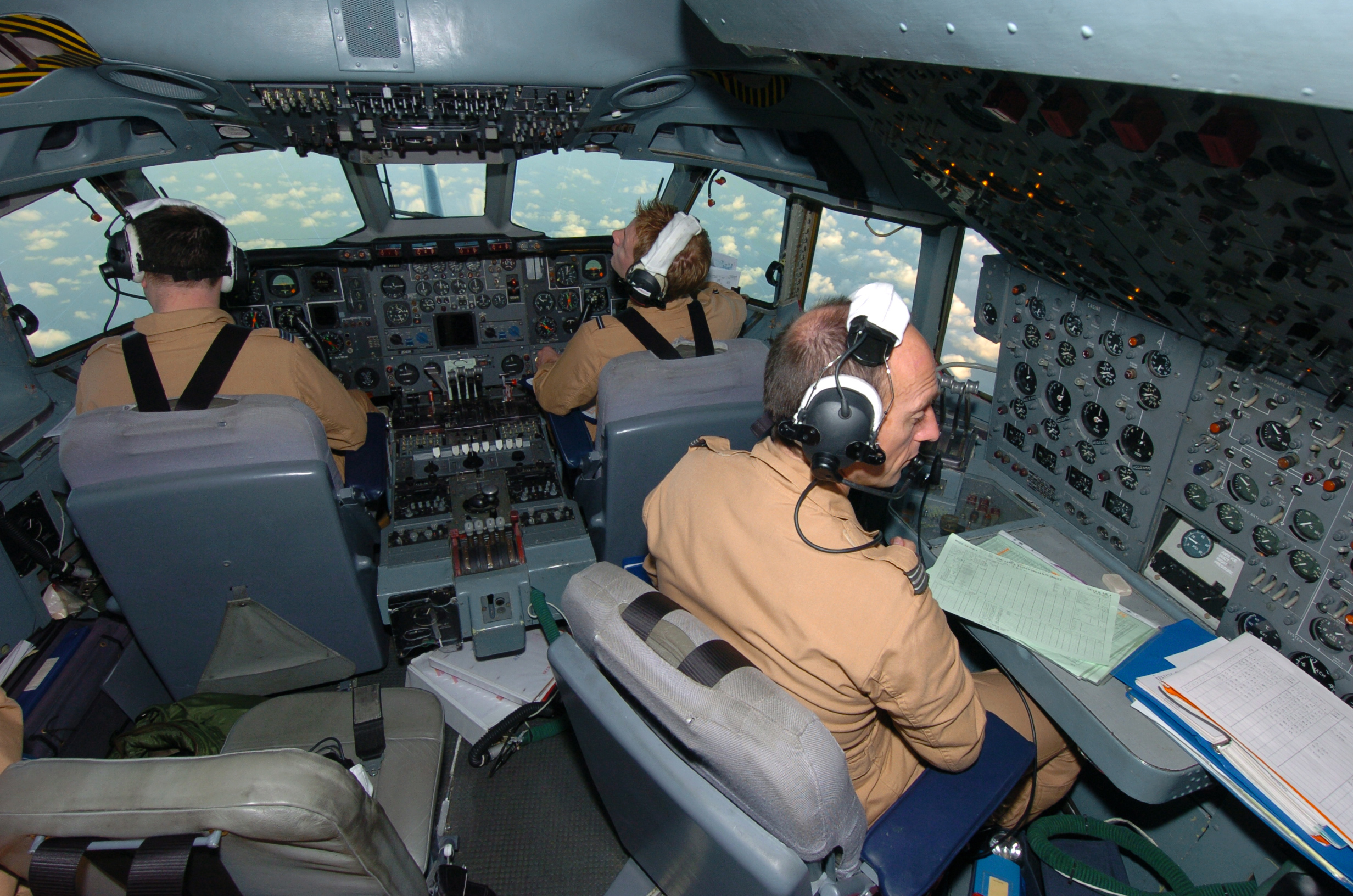
Cockpit van een Vickers VC-10-RAF-tanker

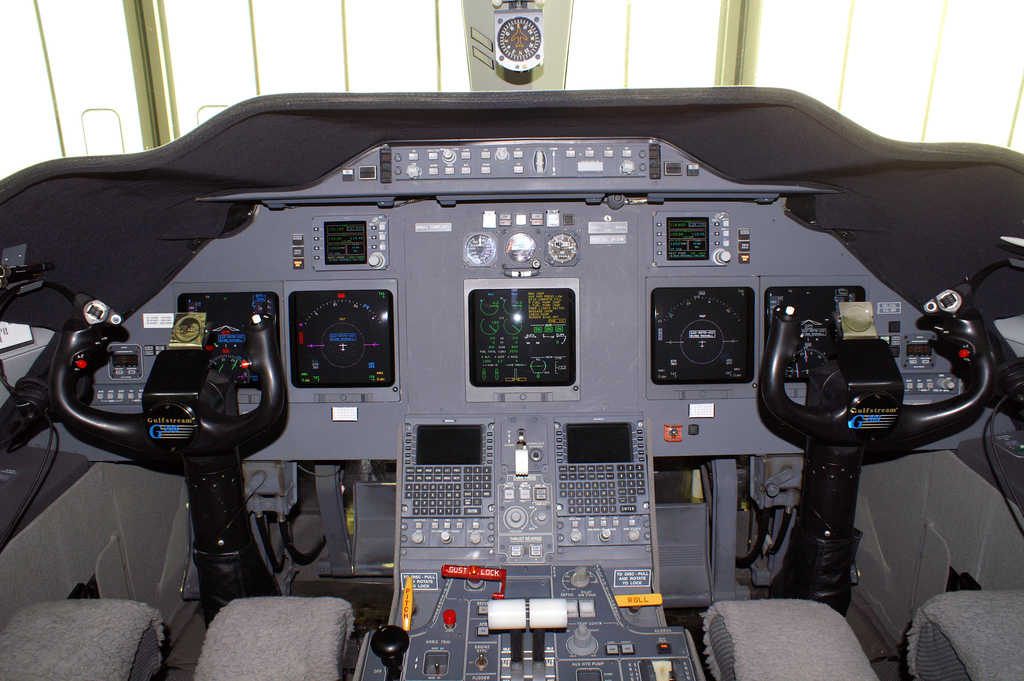
Cockpit van een Gulfstream G200

Het woord cockpit (Nederlands: stuurhut) wordt tegenwoordig hoofdzakelijk geassocieerd met de ruimte vóór in een vliegtuig van waaruit de piloten het toestel besturen.

## Geschiedenis

### Woordherkomst
Oorspronkelijk kwam cockpit van een kuil (pit) om hanen (cock) in te laten vechten voor gokdoeleinden. In 1759 produceerde de Engelse artiest William Hogart een satirische prent getiteld 'The Cockpit' die het enthousiasme toonde van de gokkers gedurende een hanengevecht. Het woord cockpit werd vanaf toen gebruikt voor een gebied waarin enge gevechten werden uitgevochten. Zo staat België soms bekend als de "cockpit van Europa".
Cockpit werd ook gebruikt voor elke smalle ingesloten ruimte. Op de Royal Navy-oorlogsschepen in de 17e en 18e eeuw werd de kleine ruimte waar de junior officieren zich meestal bevonden de cockpit genoemd.
En hieruit is de huidige betekenis ontstaan: het gedeelte waarin een piloot een vliegtuig bestuurt. De eerste keer werd cockpit in deze context gebruikt in 1914.
De cockpit vindt men meestal in de buurt van de neus of de voorkant. Het compartiment bevat instrumenten en besturingselementen die gebruikt worden om het vliegtuig te besturen.

### Door de jaren heen
De cockpit van de laatste generatie vliegtuigen wordt ook wel aangeduid met de term "glazen cockpit" (de Engelstalige term "glass cockpit" wordt hiervoor echter meestal gebruikt). De toevoeging "glazen" slaat op het gebruik van schermen als CRT's of lcd's om de vlieger te informeren over de toestand van het vliegtuig. Deze schermen hebben een groot aantal los geplaatste, analoge instrumenten vervangen. De afbeeldingen laten een traditionele (boven) en een glass cockpit (onder) zien.
Het belangrijkste voordeel van een glass cockpit boven een traditionele cockpit is dat alle informatie die nodig is voor een vlucht binnen één oogopslag kan worden bekeken, en indien zo nodig extra informatie kan worden opgevraagd.
In de overgangsperiode zijn ook cockpits te vinden die alle hoofdinformatie digitaal hebben, terwijl alle minder belangrijke informatie nog op de traditionele manier wordt weergegeven. Voorbeelden hier van zijn de Boeing 737-300 en -400 serie, de Airbus A300 en A310 serie en de Fokker 100.

## Belangrijkste instrumenten en bedieningsorganen

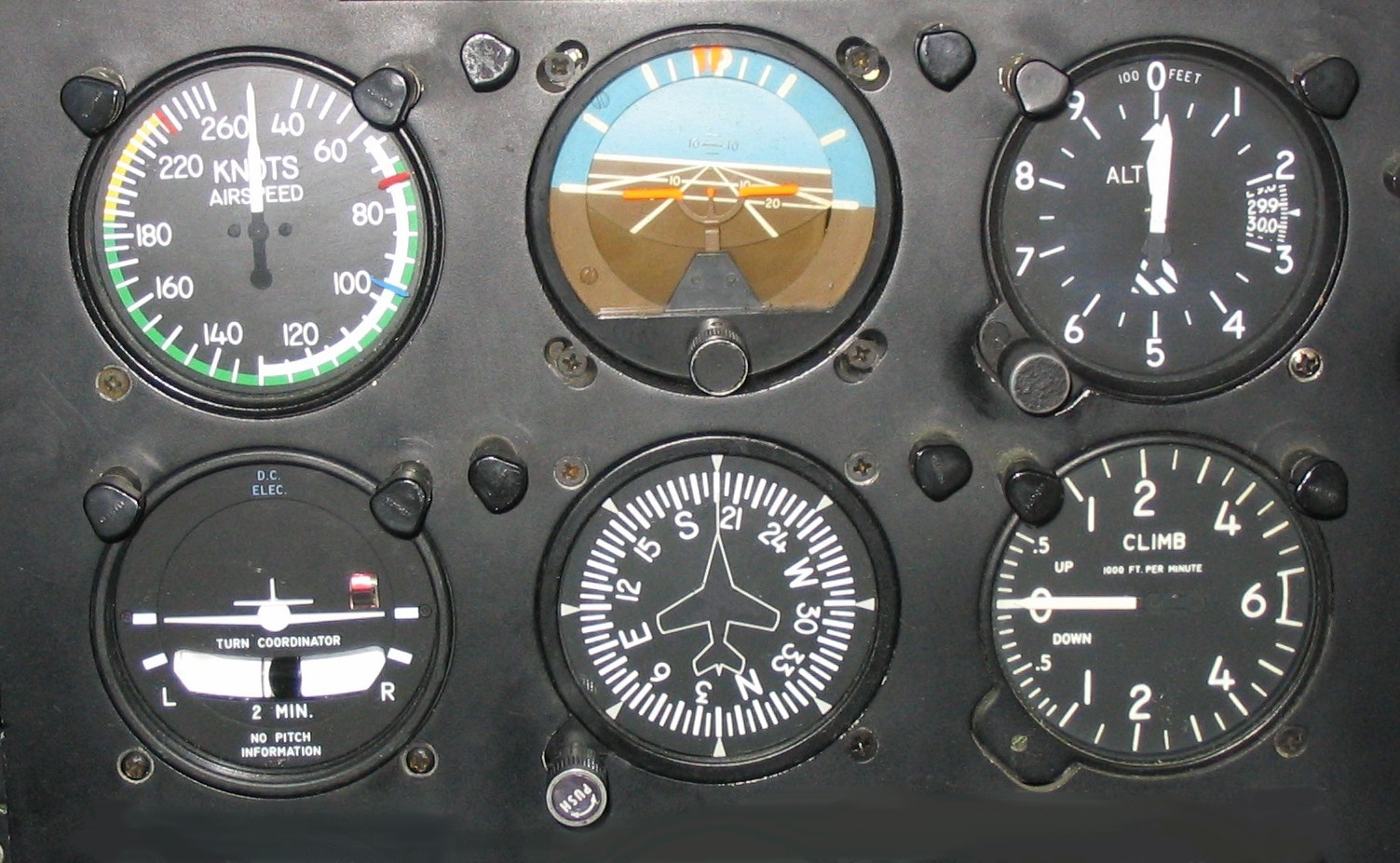
Zes basis instrumenten voor het "blindvliegen" weergegeven in een "basic-T" patroon, v.l.n.r. : snelheidsmeter, kunstmatige horizon, hoogtemeter, bochtaanwijzer, koersaanwijzer, en variometer

In een traditionele cockpit was het instrumentenpaneel een verzameling van losse instrumenten, vanaf de jaren 90 van de vorige eeuw werd de "glass cockpit" geïntroduceerd waarbij de weergave van diverse instrumenten gecombineerd werd in één of meerdere displays.

### Displays en instrumenten

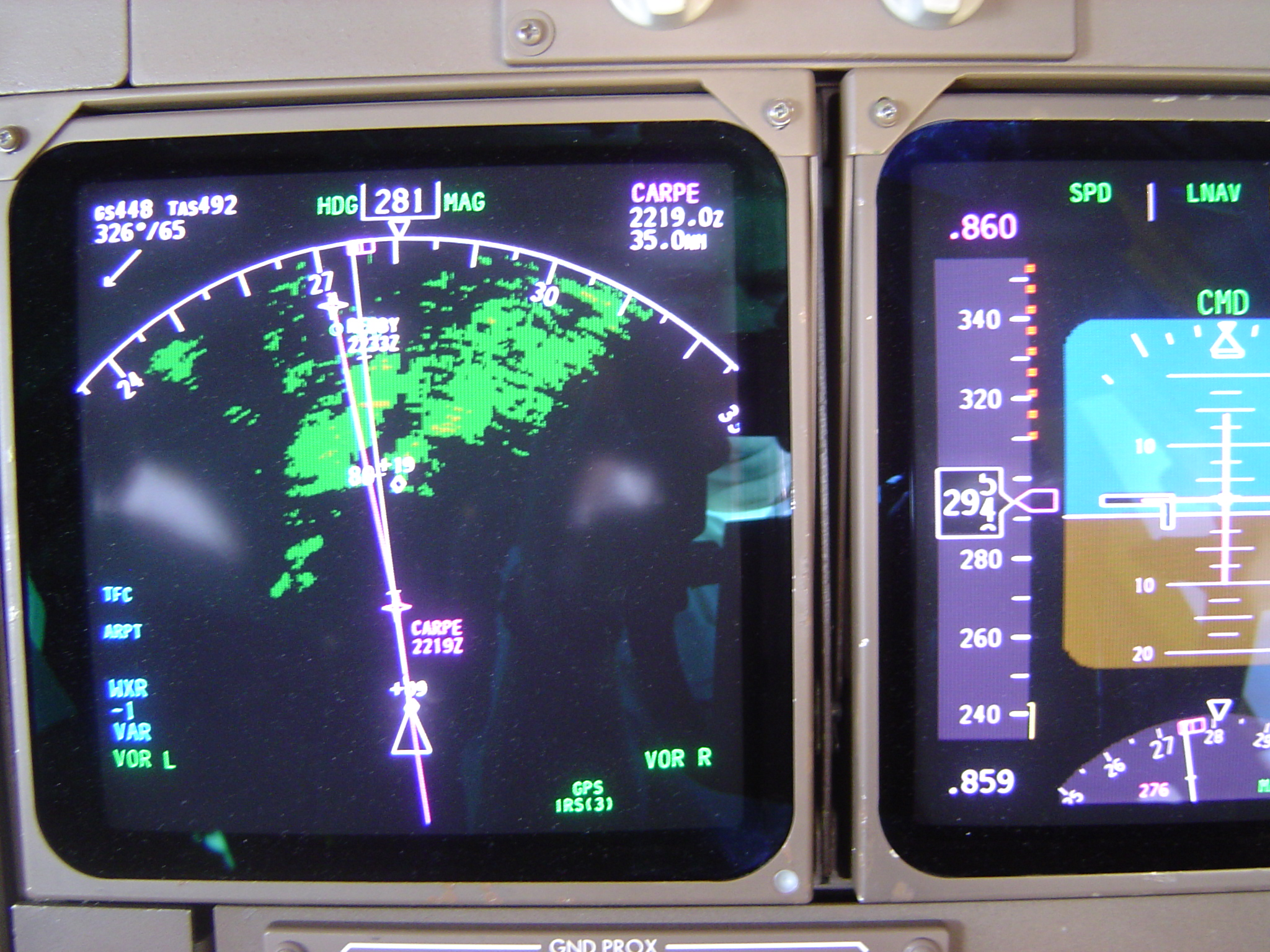
ND en PFD in Boeing 747-400

Binnen een glass cockpit van een modern verkeersvliegtuig bestaat er een duidelijke verdeling van alle computerschermen. In moderne verkeersvliegtuigen vindt men doorgaans een Primary Flight Display (PFD) waar alle meest essentiële informatie zoals hoogte, snelheid en oriëntatie ten opzichte van de horizon op wordt weergegeven. Daarnaast bevindt zich het Navigation Display (ND) dat informatie biedt over de positie van het vliegtuig ten opzichte van de aarde, de richting waar het in vliegt en het te volgen vluchtplan. Dit is vergelijkbaar met een navigatiesysteem voor de auto. In het midden bevindt zich dan nog het engine-indicating and crew-alerting system (EICAS), wat door Airbus ook wel Engine Crew Advisory Monitor (ECAM) wordt genoemd. Hier worden alle belangrijke motorinformatie en informatie over de overige vliegtuigsystemen op weergegeven. Mocht er een defect optreden, dan kunnen de piloten het direct op dit display terugvinden.

### Besturing
Traditioneel werd, vooral in civiele vliegtuigen, gebruikgemaakt van een stuurkolom of yoke om de stuurvlakken, de "roeren", van het vliegtuig (via staalkabels) mee te besturen, terwijl militaire vliegtuigen vaak voorzien waren van een stuurknuppel. De Concorde heeft een stuurkolom in Y-vorm. Hetzelfde type kolom is nu terug te vinden in de vliegtuigen van Embraer.
De voeten van de vliegers rusten op pedalen waarmee het richtingsroer wordt bediend.
Veel moderne verkeersvliegtuigen zijn nog steeds voorzien van een stuurkolom, maar Airbus heeft in de meeste van zijn types de kolom vervangen door een sidestick. De sidestick is onderdeel van het fly-by-wire-besturingssysteem dat tegenwoordig op de meeste verkeersvliegtuigen wordt toegepast, de stuursignalen worden doorgegeven aan "actuators" die door middel van (hoge) hydraulische druk de roervlakken verstellen.
De globale indeling van de cockpit is in elk (verkeers)vliegtuig hetzelfde, met de gezagvoerder aan de linkerkant, de co-piloot rechts en een gedeelte met gashendels ertussenin. In oudere vliegtuigen werd nog gebruikgemaakt van een boordwerktuigkundige, iemand die verantwoordelijk was voor het correct functioneren van alle technische systemen. Zijn plaats was meestal aan de rechterzijde achter de co-piloot.
De meest bediende besturingselementen en panelen bij de "tweemanscockpit" zijn te vinden tussen de vliegers in, terwijl elementen en schakelaars die minder vaak bediend hoeven te worden, zoals besturingen voor de elektrische installatie en de drukcabine, zich boven de piloten op het zgn. overhead panel bevinden.

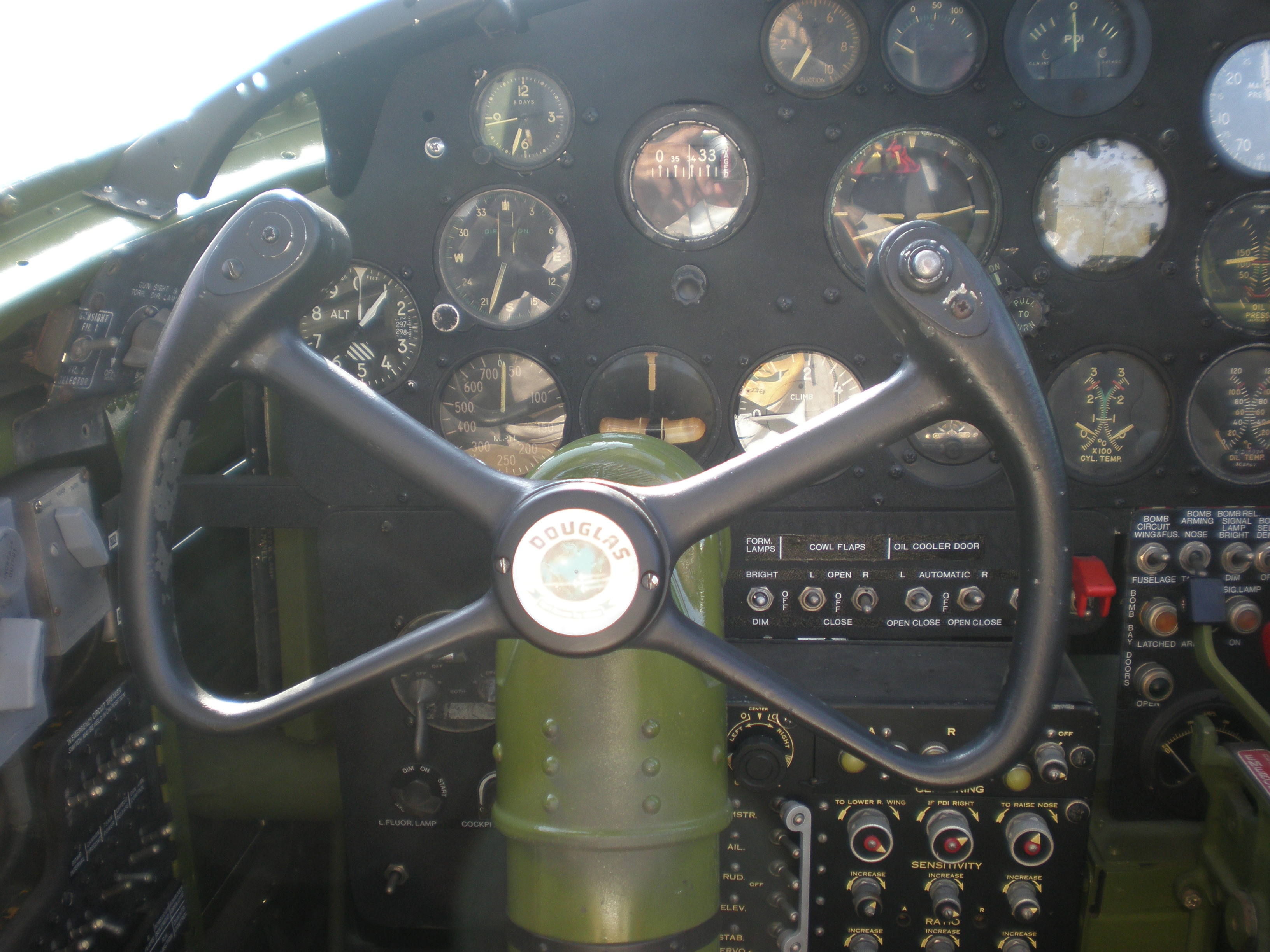
Een ouderwetse "yoke"
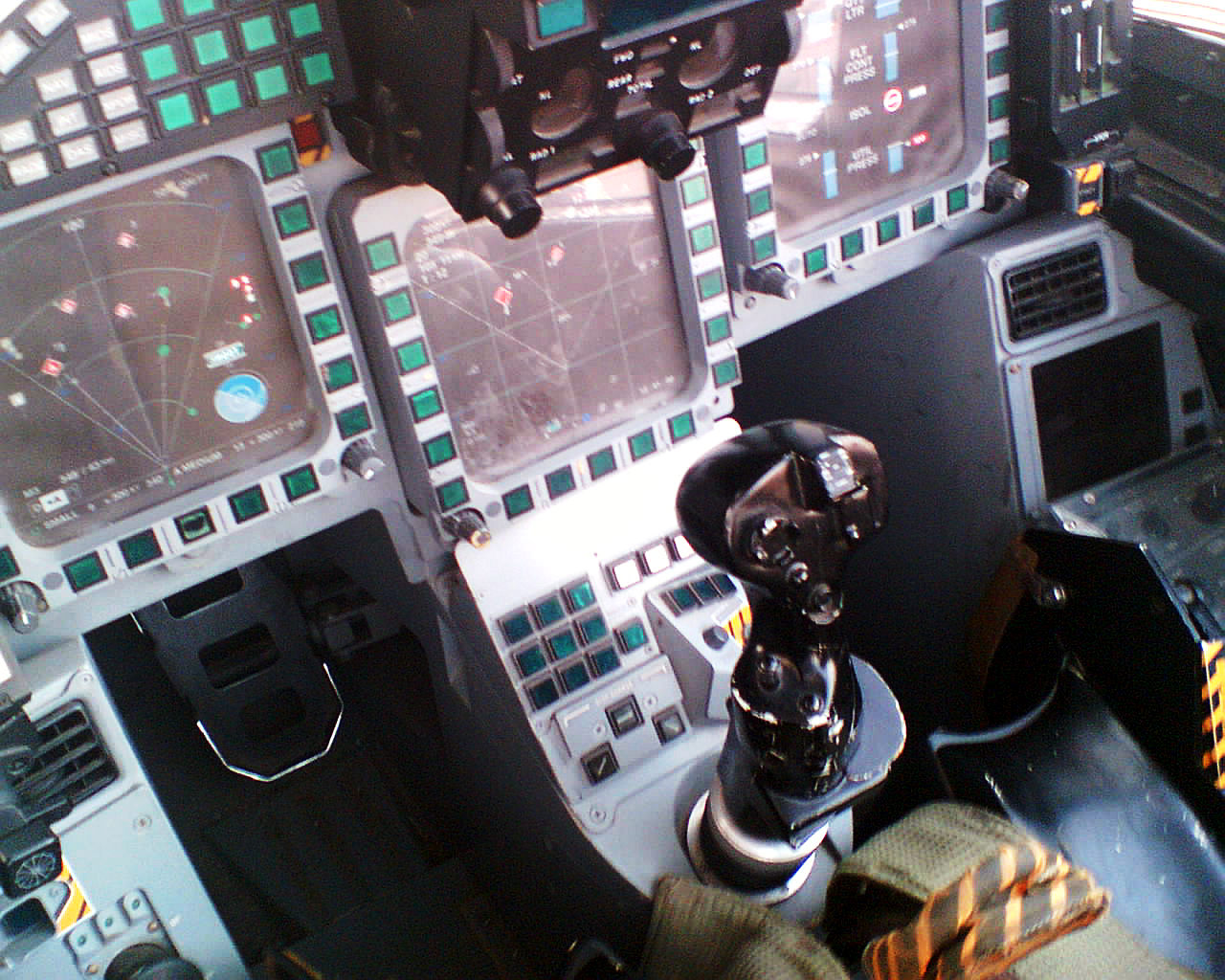
De stuurknuppel in een jachtvliegtuig (de Eurofighter)
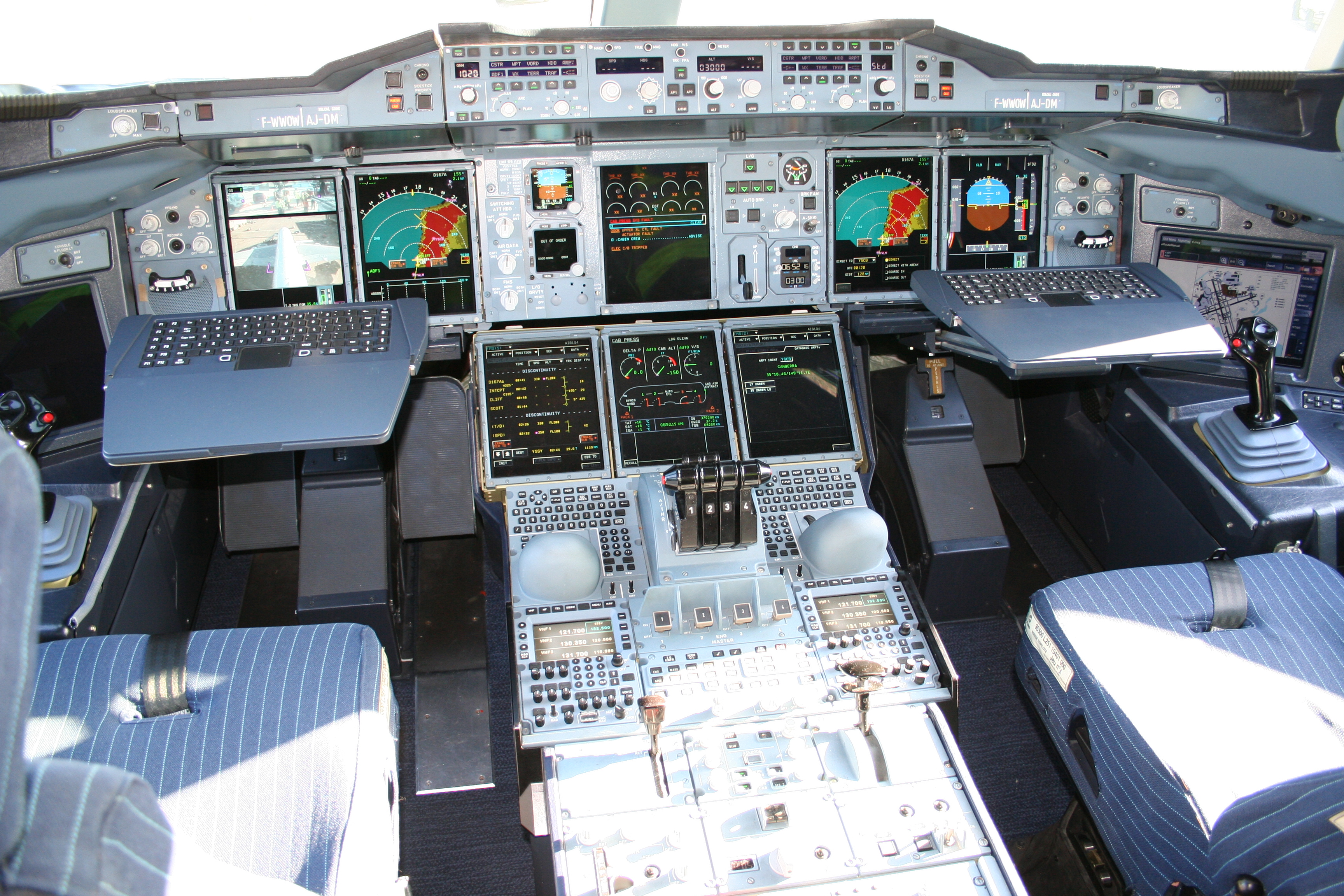
Cockpit van een Airbus A380 met links en rechts de "sidestick"

## Veiligheidsmaatregelen
In de meeste commerciële vliegtuigen wordt de cockpit gescheiden van de passagiersruimten door een deur. Na de aanslagen van 11 september zijn de meeste cockpits beveiligd tegen ongeoorloofde personen, zoals kapers, door een met kevlar extra verstevigde deur met een codeslot.